# Football Club Femminile Como 2000 2017-2018
Questa voce raccoglie le informazioni riguardanti il Football Club Femminile Como 2000 Associazione Sportiva Dilettantistica nelle competizioni ufficiali della stagione 2017-2018.

## Divise e sponsor
Il main sponsor è BLM Group, affiancato da micronAir, mentre il fornitore dell'abbigliamento sportivo è Legea.
| Casa | Trasferta |

## Organigramma societario
Area tecnica
- Allenatore: Giuseppe Gerosa
- Allenatore in seconda: Alessandro Sormani
- Preparatore dei portieri: Salvatore Di Maria
- Dirigente accompagnatore: Mario Satriano

Area sanitaria
- Massofisioterapista: Guido Biffi

## Rosa
Rosa e ruoli, tratti dal sito ufficiale della società e dal sito Football.it, sono aggiornati al 19 febbraio 2018, mentre non è prevista una numerazione fissa per le giocatrici.
| N. |                   | Ruolo | Calciatrice                |
| -- | ----------------- | ----- | -------------------------- |
|    | Italia (bandiera) | P     | Eleonora Pini              |
|    | Italia (bandiera) | P     | Rossella Presutti          |
|    | Italia (bandiera) | P     | Lucrezia Colombo           |
|    | Italia (bandiera) | D     | Laura Cappelletti          |
|    | Italia (bandiera) | D     | Elena Cascarano (capitano) |
|    | Italia (bandiera) | D     | Laura Confalonieri         |
|    | Italia (bandiera) | D     | Magda Franchetto           |
|    | Italia (bandiera) | D     | Vivian Lanzetti            |
|    | Italia (bandiera) | D     | Chiara Mascherpa           |
|    | Italia (bandiera) | D     | Elena Maschio              |
|    | Italia (bandiera) | D     | Sara Nascamani             |
|    | Italia (bandiera) | D     | Giada Oliviero             |
|    | Italia (bandiera) | D     | Monica Scarpelli           |
|    | Italia (bandiera) | D     | Elisa Stefanazzi           |

| N. |                   | Ruolo | Calciatrice         |
| -- | ----------------- | ----- | ------------------- |
|    | Italia (bandiera) | D     | Erika Viganò        |
|    | Italia (bandiera) | C     | Francesca Badiali   |
|    | Italia (bandiera) | C     | Anna Catelli        |
|    | Italia (bandiera) | C     | Anna Crapanzano     |
|    | Italia (bandiera) | C     | Martina Galletti    |
|    | Italia (bandiera) | C     | Giulia Morosi       |
|    | Italia (bandiera) | C     | Elisa Sessa         |
|    | Italia (bandiera) | C     | Giulia Talarico     |
|    | Italia (bandiera) | C     | Benedetta Zerlottin |
|    | Italia (bandiera) | A     | Giulia Beninati     |
|    | Italia (bandiera) | A     | Giulia Brazzarola   |
|    | Italia (bandiera) | A     | Francesca Mammoliti |
|    | Italia (bandiera) | A     | Claudia Roventi     |

## Calciomercato

### Sessione estiva
| Acquisti | Acquisti            | Acquisti    | Acquisti   |
| R.       | Nome                | da          | Modalità   |
| -------- | ------------------- | ----------- | ---------- |
| D        | Chiara Mascherpa    | Lugano 1976 | definitivo |
| A        | Francesca Mammoliti | Fiammamonza | definitivo |

| Cessioni | Cessioni          | Cessioni     | Cessioni      |
| R.       | Nome              | a            | Modalità      |
| -------- | ----------------- | ------------ | ------------- |
| P        | Francesca Ventura |              | definitivo    |
| D        | Vanessa Panzeri   | Juventus     | definitivo    |
| C        | Giulia Ambrosetti | Inter Milano | definitivo    |
| C        | Viola Brambilla   | Fiammamonza  | prestito      |
| C        | Laura Fusetti     | Brescia      | definitivo    |
| C        | Ester Postiglione | Riozzese     | definitivo    |
| C        | Karin Previtali   |              | definitivo    |
| A        | Michela Cambiaghi | Mozzanica    | fine prestito |
| A        | Chiara Ferrario   | Azalee       | definitivo    |
| A        | Lina Gritti       | Cortefranca  | definitivo    |
| A        | Denise Mazzola    |              | definitivo    |
| A        | Francesca Riella  |              | definitivo    |

### Sessione invernale
|  |

| Cessioni | Cessioni        | Cessioni | Cessioni   |
| R.       | Nome            | a        | Modalità   |
| -------- | --------------- | -------- | ---------- |
| A        | Giulia Beninati | Riozzese | definitivo |

## Risultati

### Coppa Italia

#### Primo turno
Accoppiamento A12
| Como 2 settembre 2017, ore 18:30 CEST andata | Como 2000                 | 0 – 0 referto | Azalee | Stadio comunale Lambrone\| Arbitro: \| Simone Gauzolino (Torino) \| |
| Arbitro:                                     | Simone Gauzolino (Torino) |               |        |                                                                     |

| Arbitro: | Davide Gandino (Alessandria) |

|                                  |           |  |
| De Luca 24’ (rig.) Tamborini 90’ | Marcatori |  |

'

## Statistiche

### Statistiche di squadra
| Competizione | Punti | In casa | In casa | In casa | In casa | In casa | In casa | In trasferta | In trasferta | In trasferta | In trasferta | In trasferta | In trasferta | Totale | Totale | Totale | Totale | Totale | Totale | DR  |
| Competizione | Punti | G       | V       | N       | P       | Gf      | Gs      | G            | V            | N            | P            | Gf           | Gs           | G      | V      | N      | P      | Gf     | Gs     | DR  |
| ------------ | ----- | ------- | ------- | ------- | ------- | ------- | ------- | ------------ | ------------ | ------------ | ------------ | ------------ | ------------ | ------ | ------ | ------ | ------ | ------ | ------ | --- |
| Serie B      | 32    | 12      | 6       | 1       | 5       | 17      | 16      | 12           | 3            | 4            | 5            | 12           | 21           | 24     | 9      | 5      | 10     | 29     | 37     | -8  |
| Coppa Italia | -     | 1       | 0       | 1       | 0       | 0       | 0       | 1            | 0            | 0            | 1            | 0            | 2            | 2      | 0      | 1      | 1      | 0      | 2      | -2  |
| Totale       | -     | 13      | 6       | 2       | 5       | 17      | 16      | 13           | 3            | 4            | 6            | 12           | 23           | 26     | 9      | 6      | 11     | 29     | 39     | -10 |

### Andamento in campionato
| Giornata  | 1 | 2 | 3 | 4 | 5 | 6 | 7 | 8 | 9 | 10 | 11 | 12 | 13 | 14 | 15 | 16 | 17 | 18 | 19 | 20 | 21 | 22 | 23 | 24 |
| --------- | - | - | - | - | - | - | - | - | - | -- | -- | -- | -- | -- | -- | -- | -- | -- | -- | -- | -- | -- | -- | -- |
| Luogo     |   |   |   |   |   |   |   |   |   |    |    |    |    |    |    |    |    |    |    |    |    |    |    |    |
| Risultato |   |   |   |   |   |   |   |   |   |    |    |    |    |    |    |    |    |    |    |    |    |    |    |    |
| Posizione |   |   |   |   |   |   |   |   |   |    |    |    |    |    |    |    |    |    |    |    |    |    |    |    |

Legenda:

Luogo: C = Casa; T = Trasferta. Risultato: V = Vittoria; N = Pareggio; P = Sconfitta.

### Statistiche delle giocatrici
| Giocatore       | Serie B  | Serie B | Serie B     | Serie B    | Coppa Italia | Coppa Italia | Coppa Italia | Coppa Italia | Totale   | Totale | Totale      | Totale     |
| Giocatore       | Presenze | Reti    | Ammonizioni | Espulsioni | Presenze     | Reti         | Ammonizioni  | Espulsioni   | Presenze | Reti   | Ammonizioni | Espulsioni |
| --------------- | -------- | ------- | ----------- | ---------- | ------------ | ------------ | ------------ | ------------ | -------- | ------ | ----------- | ---------- |
| F. Badiali      | 15       | 2       | 0           | 0          | 2            | 0            | 0            | 0            | 17       | 2      | 0           | 0          |
| G. Beninati     | 4        | 0       | 0           | 0          | 2            | 0            | 0            | 0            | 6        | 0      | 0           | 0          |
| G. Brazzarola   | 14       | 1       | 0           | 0          | 2            | 0            | 0            | 0            | 16       | 1      | 0           | 0          |
| L. Cappelletti  | 3        | 0       | 0           | 0          | 0            | 0            | 0            | 0            | 3        | 0      | 0           | 0          |
| E. Cascarano    | 16       | 1       | 2           | 0          | 2            | 0            | 0            | 0            | 18       | 1      | 2           | 0          |
| A. Catelli      | 14       | 2       | 0           | 0          | 1            | 0            | 0            | 0            | 15       | 2      | 0           | 0          |
| L. Colombo      | 0        | 0       | 0           | 0          | 0            | 0            | 0            | 0            | 0        | 0      | 0           | 0          |
| L. Confalonieri | 4        | 0       | 0           | 0          | 0            | 0            | 0            | 0            | 4        | 0      | 0           | 0          |
| A. Crapanzano   | 13       | 0       | 1           | 0          | 2            | 0            | 0            | 0            | 15       | 0      | 1           | 0          |
| G. Fenaroli     | 1        | 0       | 0           | 0          | -            | -            | -            | -            | 1        | 0      | 0           | 0          |
| M. Franchetto   | 0        | 0       | 0           | 0          | -            | -            | -            | -            | 0        | 0      | 0           | 0          |
| M. Galletti     | 14       | 0       | 0           | 1          | 2            | 0            | 0            | 0            | 16       | 0      | 0           | 1          |
| V. Lanzetti     | 1        | 0       | 0           | 0          | -            | -            | -            | -            | 1        | 0      | 0           | 0          |
| F. Mammoliti    | 16       | 5       | 0           | 0          | 2            | 0            | 0            | 0            | 18       | 5      | 0           | 0          |
| C. Mascherpa    | 0        | 0       | 0           | 0          | -            | -            | -            | -            | 0        | 0      | 0           | 0          |
| E. Maschio      | 10       | 0       | 1           | 0          | -            | -            | -            | -            | 10       | 0      | 1           | 0          |
| G. Morosi       | 16       | 1       | 0           | 0          | 1            | 0            | 0            | 0            | 17       | 1      | 0           | 0          |
| S. Nascamani    | 17       | 0       | 1           | 0          | 2            | 0            | 0            | 0            | 19       | 0      | 1           | 0          |
| G. Oliviero     | 0        | 0       | 0           | 0          | -            | -            | -            | -            | 0        | 0      | 0           | 0          |
| E. Pini         | 15       | -22     | 0           | 0          | -            | -            | -            | -            | 15       | -22    | 0           | 0          |
| R. Presutti     | 2        | -4      | ?           | ?          | 2            | -2           | 0            | 0            | 4        | -6     | 0+          | 0+         |
| C. Roventi      | 7        | 0       | 0           | 0          | -            | -            | -            | -            | 7        | 0      | 0           | 0          |
| M. Scarpelli    | 3        | 0       | 0           | 0          | -            | -            | -            | -            | 3        | 0      | 0           | 0          |
| E. Sessa        | 15       | 0       | 1           | 0          | 2            | 0            | 0            | 0            | 17       | 0      | 1           | 0          |
| E. Stefanazzi   | 13       | 1       | 1           | 0          | 2            | 0            | 0            | 0            | 15       | 1      | 1           | 0          |
| G. Talarico     | 12       | 0       | 0           | 0          | 2            | 0            | 0            | 0            | 14       | 0      | 0           | 0          |
| E. Viganò       | 17       | 0       | 3           | 0          | 2            | 0            | 0            | 0            | 19       | 0      | 3           | 0          |